# Profilaxi preexposició per al VIH
La profilaxi preexposició (acrònim PPrE o en la seva versió anglesa PrEP) es refereix a l'administració de medicaments de forma diària amb la finalitat d'evitar el contagi d'una possible infecció, especialment la del VIH.
Es tracta d'un tractament antiretroviral opcional per a persones sanes VIH-negatives, però que tenen un risc substancial més alt que la mitjana de contreure una infecció pel VIH. El més assajat és una combinació d'emtricitabina i tenofovir (Truvada®). Segons els Centres per al Control i Prevenció de Malalties, la PPrE pot ser una poderosa eina de prevenció del VIH en combinació amb preservatius i altres mètodes de prevenció per proporcionar una protecció encara major que quan s'utilitzen per separat. No obstant això, les persones que usen PrEP han de comprometre's a prendre el medicament tots els dies i mantenir un seguiment almenys cada tres mesos.
Un dels ingredients actius de la preparació és el fumarat de disoproxil de tenofovir, que és un anàleg de nucleòtid que inhibeix de la transcriptasa inversa i bloqueja eficaçment la incorporació del material genètic del VIH en el genoma de l'hoste, i per tant, evita la infecció per VIH.
PPrE està recomanat per a l'ús combinat amb preservatius, de manera que cada mètode pot compensar els dèficits d'eficàcia ocasionals de l'altre.
Existeix una divisió social entre el suport i l'oposició a l'ús de la profilaxi preexposició com a mètode de prevenció de la infecció per VIH. El 2016 es van documentar els dos primers casos de persones que prenent adequadament la PPrE es van contagiar d'una soca resistent al tractament.
A finals del 2019 es va iniciar la possibilitat de la PPrE a Catalunya.